# (2433) Sootiyo
(2433) Sootiyo – planetoida z pasa głównego asteroid okrążająca Słońce w ciągu 4 lat i 76 dni w średniej odległości 2,61 au. Została odkryta 5 kwietnia 1981 roku w Lowell Observatory (Anderson Mesa Station) przez Edwarda Bowella. Nazwa planetoidy u Indian Hopi oznacza Gwiazdę dla chłopca. Przed nadaniem nazwy planetoida nosiła oznaczenie tymczasowe (2433) 1981 GJ.